# Basick
Lee Cheol-joo (né le 12 août 1986), plus connu par son nom de scène Basick, est un rappeur sud-coréen sous le management de Rainbow Bridge World. Il est le vainqueur de la quatrième saison de l'émission Show Me the Money.

## Biographie
Basick est né le 12 août 1986 à Daegu en Corée du Sud. Il parle couramment anglais et est diplômé en marketing de la plus prestigieuse université d'entrepreneuriat des États-Unis, le Babson College. Basick est marié à Yoo Seo-yeon et ont eu leur premier enfant Lee Chaeha en 2015.

## Carrière
Basick est apparu pour la première fois sur la scène hip-hop underground sud-coréenne en 2007, et a été recruté dans le plus gros crew hip-hop de Corée Jiggy Fellaz en 2008. En 2009, Basick devient la moitié du duo Double Trouble avec un autre membre de Jiggy Fellaz, Innovator. Mi-2013, il fait une pause musicale après son mariage et commence une carrière au sein d'une marque de mode sportive.
En 2015, Basick participe à la quatrième saison de la compétition de rap Show Me the Money, et remporte la saison en tant que membre de la team "Brand New" avec Verbal Jint et San E de Brand New Music. Basick est maintenant signé sous Rainbow Bridge World et figure dans nombres de collaborations. En 2016, il a sorti son premier mini- album intitulé Nice.

## Discographie

### Albums
| Titre             | Informations sur l'album                                         |
| ----------------- | ---------------------------------------------------------------- |
| Classick          | - Date de sortie: 27 septembre 2011 - Label: Independent Records |
| Foundation Vol. 3 | - Date de sortie: 19 avril 2013 - Label: Independent Records     |
| Therapy           | - Date de sortie: 1er novembre 2013 - Label: Independent Records |
| Nice              | - Date de sortie: 2 août 2016 - Label : Rainbow Bridge World     |

### Mini-albums (EPs)
| Titre   | Détails de l’album                                                                                          | Meilleures positions | Ventes |
| Titre   | Détails de l’album                                                                                          | COR                  | Ventes |
| ------- | --- | -------------------- | ------ |
| Therapy | - Date de sortie: 1er novembre 2013 - Label: Genuine Music - Formats: CD, téléchargement numérique          | —                    | NC     |
| Nice    | - Date de sortie: 2 août 2016 - Label: Rainbow Bridge World, CJ E&M - Formats: CD, téléchargement numérique | 42                   | NC     |

### Singles classés
| Année | Titre                                                               | Meilleure position | Ventes          |
| Année | Titre                                                               | COR                | Ventes          |
| ----- | ------------------------------------------------------------------- | ------------------ | --------------- |
| 2015  | "My Zone" (avec Microdot et Black Nut) (feat. San E et Verbal Jint) | 12                 | - COR: 241,506+ |
| 2015  | "GXNZI" (feat. Vasco)                                               | 39                 | - COR: 135,599+ |
| 2015  | "Stand Up" (feat. Mamamoo)"                                         | 21                 | - COR: 255,492+ |
| 2015  | "Better Days" (feat. Gummy)                                         | 26                 | - COR: 165,544+ |
| 2015  | "I'm the Man" (avec Verbal Jint et San E)                           | 97                 | - COR: 21,239+  |
| 2015  | "Call Me" (avec Lil Boi)                                            | 26                 | - COR: 105,060+ |
| 2015  | "Up All Night" de Huh Gak (feat. Basick)                            | 7                  | - COR: 320,211+ |
| 2015  | "My Love" de Hyorin de Sistar (feat. Basick)                        | 28                 | - COR: 93,639+  |
| 2016  | "In Front Of The House" (feat. Kim Jinho de SG Wannabe)             | 67                 | - COR: 30,440+  |

## Filmographie

### Télévision
| Année | Chaîne   | Titre                     | Notes                       |
| ----- | -------- | ------------------------- | --------------------------- |
| 2015  | Mnet     | Show Me the Money 4       | Vainqueur                   |
| 2015  | KBS      | You Hee-yeol's Sketchbook | Invité                      |
| 2015  | Mnet     | Unpretty Rapstar 2        | Invité pour une performance |
| 2016  | KBS      | Open Concert              | Invité pour une performance |
| 2016  | JTBC     | Hip Hop Nation            | Invité                      |
| 2016  | Olive TV | Tasty Road                | Invité                      |
| 2016  | Mnet     | Unpretty Rapstar 3        | Invité juge                 |
| 2016  | JTBC     | Hip Hop Nation Season 2   | Membre du casting           |

### Émissions de radio
| Année | Radio        | Titre                       |
| ----- | ------------ | --------------------------- |
| 2016  | SBS Power FM | Cultwo Show                 |
| 2016  | SBS Power FM | Kim Chang-ryul's Old School |
| 2016  | EBS FM       | Morning Date                |
| 2016  | MBC FM4U     | Park Jiyoon's FM Date       |